# یوهان فالنز
یوهان فالنز (انگلیسی: Johannes Falnes؛ زادهٔ ۱۵ دسامبر ۱۹۳۱) دانشمند در زمینه فیزیک آزمایشگاهی و انرژی موج اهل نروژ است.